# Massmedia i Omaha
Detta är listor över massmedier i Omaha.

## Lista över radiokanaler

### AM
- 590 KXSP, FOX sportradio. Tidigare WOW-AM.
- 660 KCRO, kristen radio, även talkshows. Tidigare KOWH.
- 1020 KOIL, Radio Disney popmusik för ungdomar.
- 1110 KFAB, talkshows
- 1180 KYDZ, la bonita / espanol
- 1290 KKAR, talkshows
- 1340 KHUB, nyhetskanal för närområden som Fremont.
- 1420 KOTK, talkshows
- 1490 KOMJ, även kallad MAJIC (sic) 1490, spelar gamla låtar.
- 1560 KLNG, kristen radio, även talkshows.
- 1620 KOZN, ESPN sportradio

### FM
- 88.1 KMLV, är en K-LOVE kristen radio, modern kristen musik.
- 88.9 KVSS, även kallad Spirit 88-9, Omahakatolsk radiokanal.
- 89.7 KIWR, även kallad The River, alternativrocksmusik.
- 90.7 KVNO, UNO (University of Nebraska)s radiokanal.
- 91.5 KIOS, NPR.
- 92.3 KEZO, gammal rock'n'roll.
- 92.7 K224DJ kristen radio KLCV Lincoln
- 93.3 KHUS, amerikansk countrymusik.
- 93.7 K229BI kristen radio KLCV Lincoln
- 94.1 KQCH, populärmusik med mycket rap och hiphop. Tidigare WOW-FM.
- 96.1 KQBW, gammal rock'n'roll.
- 97.7 KBBX, första spanska radiokanalen på FM i Nebraska. Mycket jazzmusik.
- 98.5 KQKQ, även kallad Q98, modern musik.
- 99.9 KGOR, musik från 1960-70-talsmusik.
- 100.7 KGBI, även kallad The BRIDGE, musik för hela familjen.
- 101.9 KLTQ, även kallad Lite Rock 101.9, modern musik för vuxna.
- 103.7 KXKT, även kallad The Kat, countrymusik.
- 104.5 KSRZ, även kallad The Star 104.5, den bästa musiken från 80 och 90-talet och idag. Tidigare KESY.
- 105.5 KFMT, även kallad Gold 105.5, hits från 1960-80-talet.
- 105.9 KKCD, även kallad CD105.9, klassisk rockmusik.
- 106.9 KOPW, även kallad Power 1-oh-6-9, populärmusik med mycket rap och hiphop
- 107.7

## TV-kanaler
- KMTV -- CBS 3
- WOWT -- NBC 6
- KETV -- ABC 7
- KXVO -- CW 15
- KYNE -- PBS 26
- KBIN -- PBS
- KPTM -- Fox 42

## Tidningar
- Omaha World-Herald, största tidningen i staden.
- The Reader, självständig veckotidning.
- Omaha Magazine
- Midlands Business Journal, lokal affärstidning.
- Omaha Star, historisk svartägd tidning i Omaha.